# ضربة معلم (مسلسل)
ضربة معلم مسلسل تلفزيوني مصري درامي من تأليف أحمد عبد الفتاح وإخراج إسماعيل فاروق.

## قصة المسلسل
في إطار شعبي اجتماعي تشويقي، يعيش الشاب الفقير جابر محمد رجب في حارة شعبية حيث يعاني من الفقر ويعمل في البناء والمعمار ويتعرض للعديد من المواقف التي تجعله يدخل في صراع ما ثم تنقلب حياته رأسا على عقب. يعمل محمد رجب كـ«عتال» في إحدى الشركات، ثم يعجب صاحب العمل الذي يقوم بدوره الفنان الكبير رياض الخولى، بأخلاق وشهامة البطل، لذا يعتمد عليه في كثير من الأمور التي تتعلق بعمله، ما يؤدى إلى غضب ابن الفنان رياض، ويبدأ افتعال مشاكل وعقبات أمام البطل.

## الممثلون
- محمد رجب : بدور المعلم جابر أبو المكارم
- رانيا فريد شوقي : بدور تباهي الشواف
- محسن منصور : بدور غريب الحوفي
- رياض الخولي : بدور المعلم شردي
- انعام سالوسة : بدور ام جابر
- محمد الصاوي : بدور أبو صلاح
- سلوى عثمان : بدور ام ورد
- هاجر أحمد : بدور ليلى
- محمد نجاتي : بدور صلاح
- محمد عز : بدور منصور
- مي سليم : بدور ورد
- ياسمين البشبشي : بدور سلمى
- مصطفى حشيش : بدور الحاج عمران
- محمد جمال : بدور هدهد
- يوسف وائل نور: بدور يحيى
- محمد المغربي : بدور ضبش
- مي حسن : بدور الست غالية
- منى لطفي : بدور بسمة
- زينب عبد الوهاب :بدور سميحة
- حسن الديب : بدور سيف
- أحمد إمام: بدور عمر

## وصلات خارجية
صفحه ضربة معلم على موقع السينما.كوم
تتر مسلسل ضربة معلم